# Herb Bornego Sulinowa
Herb Bornego Sulinowa – jeden z symboli miasta i gminy Borne Sulinowo.

## Wygląd i symbolika
Herb przedstawia na tarczy w polu złotym zieloną lipę. Lipa nawiązuje do małej wioski Linde (po polsku lipa; wioska nosiła nazwę Lipie), którą było kiedyś miasto Borne Sulinowo.